# Muizenberg (Zuid-Afrika)
Muizenberg is een plaats in de gemeente Kaapstad (Zuid-Afrika) met 37.000 inwoners. De plaats ligt aan de Valsbaai en is vooral bekend door de aanwezigheid van een surfstrand, dat bekend staat als Muizenberg. In de plaats ligt Station Muizenberg.

## Geschiedenis
De VOC bouwde hier in 1673 een klein fort, dat waarschijnlijk rond 1743 werd herbouwd als militaire post. Dit Posthuys is het oudste nog bestaande gebouw in Muizenberg. Het werd Fort Muys genoemd, naar sergeant Wynand Willem Muys, die er het bevel voerde. De locatie zou Muys Zijn Bergh zijn genoemd, wat via Muysenbergh werd tot Muizenberg. Het fort werd na 1743 belangrijker omdat Simonstad een haven werd. In 1795 vond bij Muizenberg een veldslag tussen Nederlanders en Britten plaats; de Slag om Muizenberg. De Britse overwinning vormde het begin van het Britse bewind over de Kaapkolonie.
Eind 1882 werd Muizenberg ontsloten door een spoorlijn vanaf Soutrivier. Het werd al snel een belangrijke badplaats; het Brighton van Zuid-Afrika. Nadat in 1904 de hoofdstraat was opgeknapt lieten rijke mensen er een buitenhuis bouwen, soms ontworpen door sir Herbert Baker. Er verrezen hotels en een paviljoen, dat in 1929 werd vervangen door een veel groter paviljoen. In de jaren twintig raakte het surfen er in opkomst. De economische bedrijvigheid nam sterk toe door een instroom van Joden uit Oost-Europa, en in 1924 werd een synagoge gebouwd.

## Subplaatsen
Het nationaal instituut voor de statistiek, Stats SA, deelt sinds de census 2011 deze hoofdplaats in in 11 zogenaamde subplaatsen (sub place), waarvan de grootste zijn:
Muizenberg SP2 • Vrygrond • Vrygrond Informal.

## Geboren
- Hal Shaper (1931-2004), songwriter

## Overleden
- Cecil Rhodes (1853-1902) Brits ondernemer en politicus in Zuidelijk Afrika; stichter van de Britse kolonie Rhodesië

## Galerij

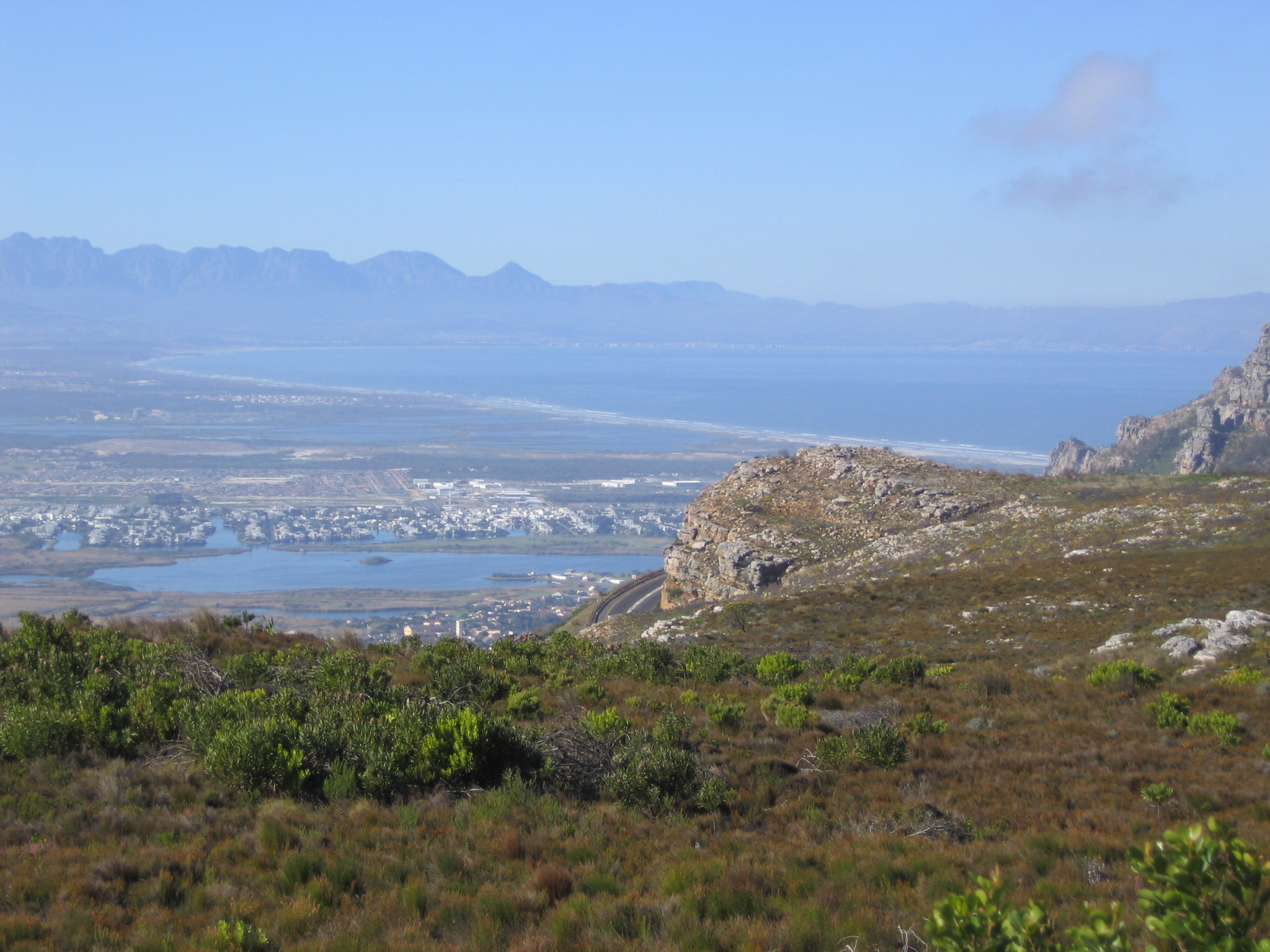
Zicht op Muizenberg
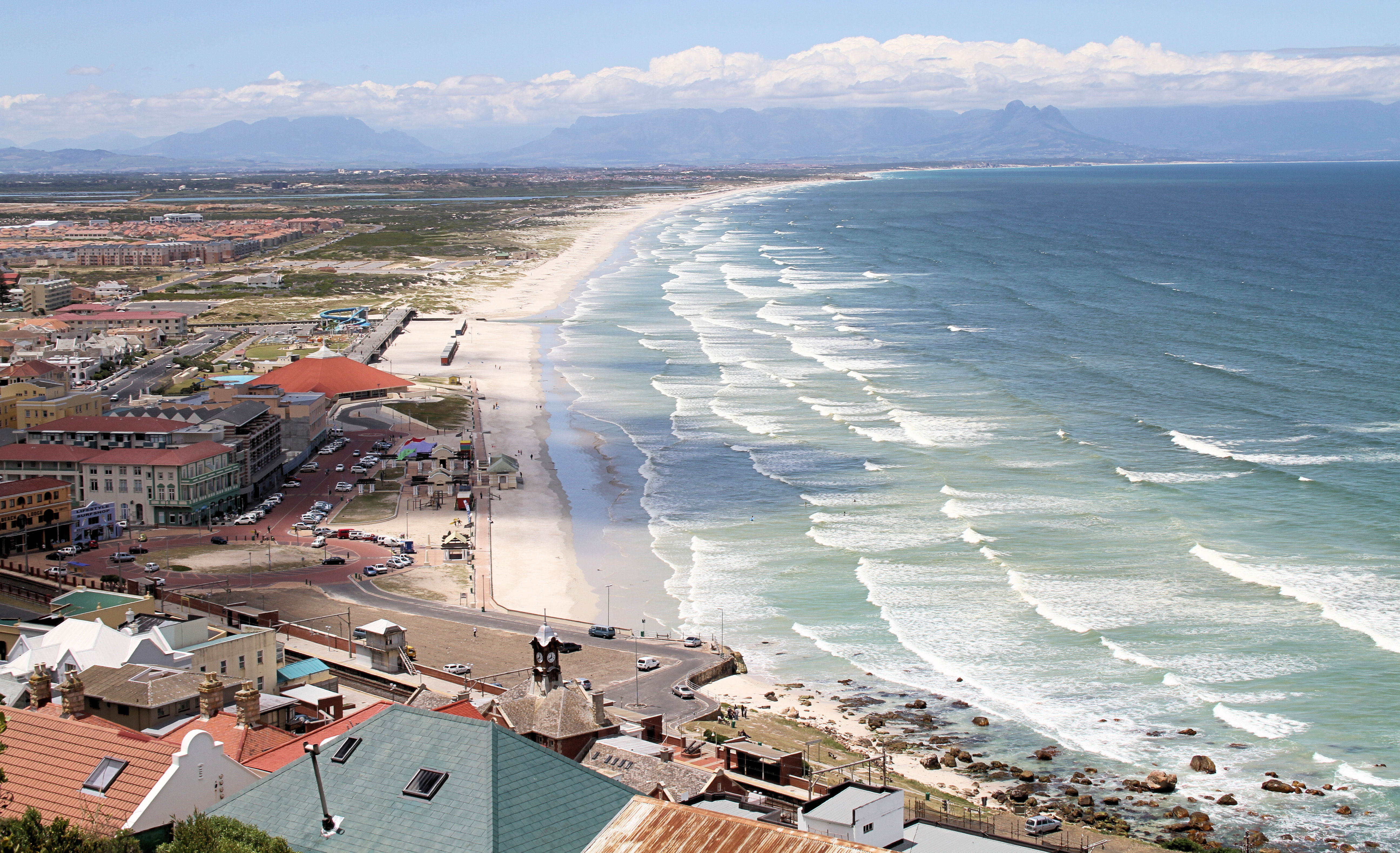
Muizenberg vanaf Boyes-rylaan
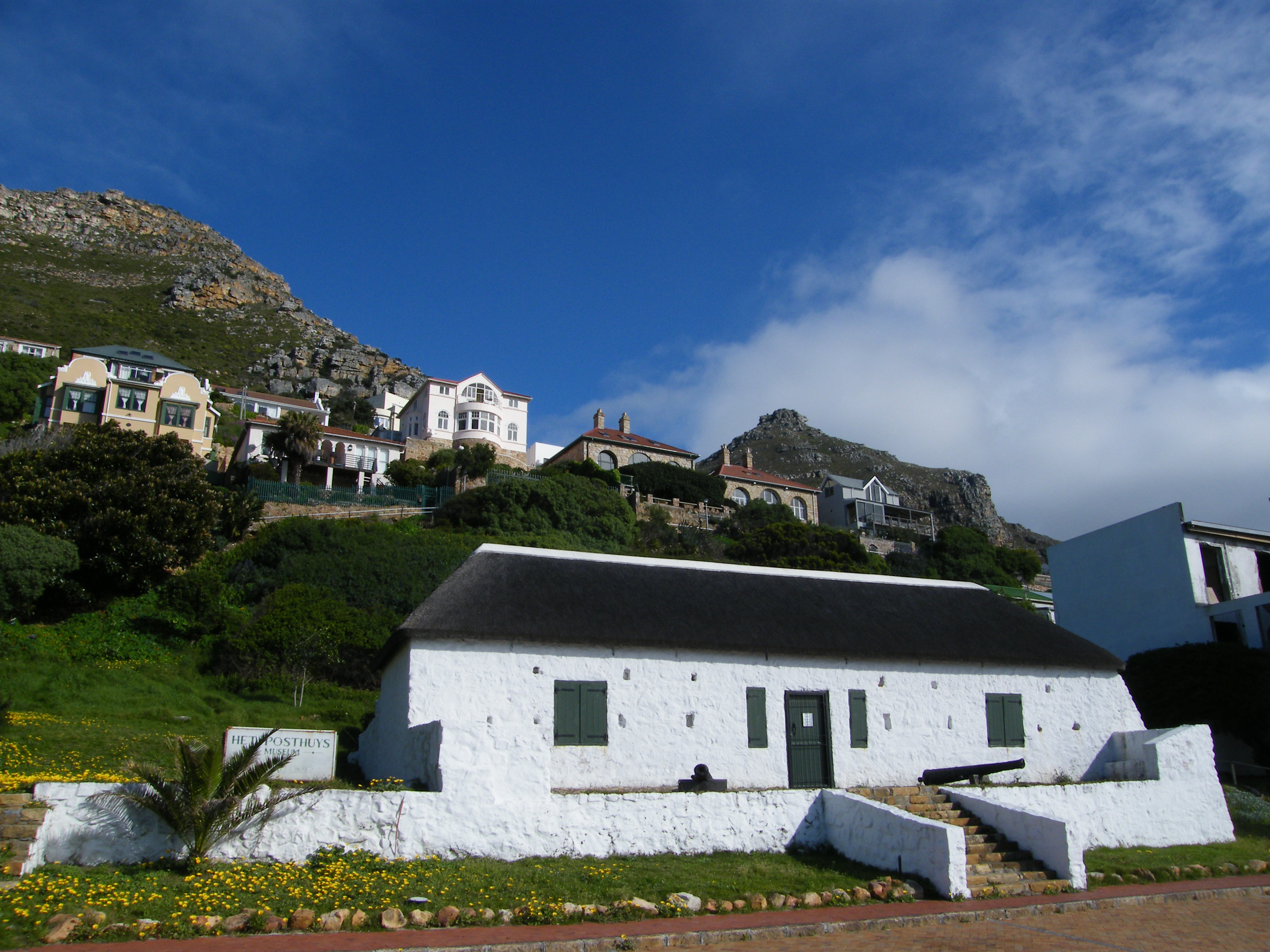
Het Posthuys
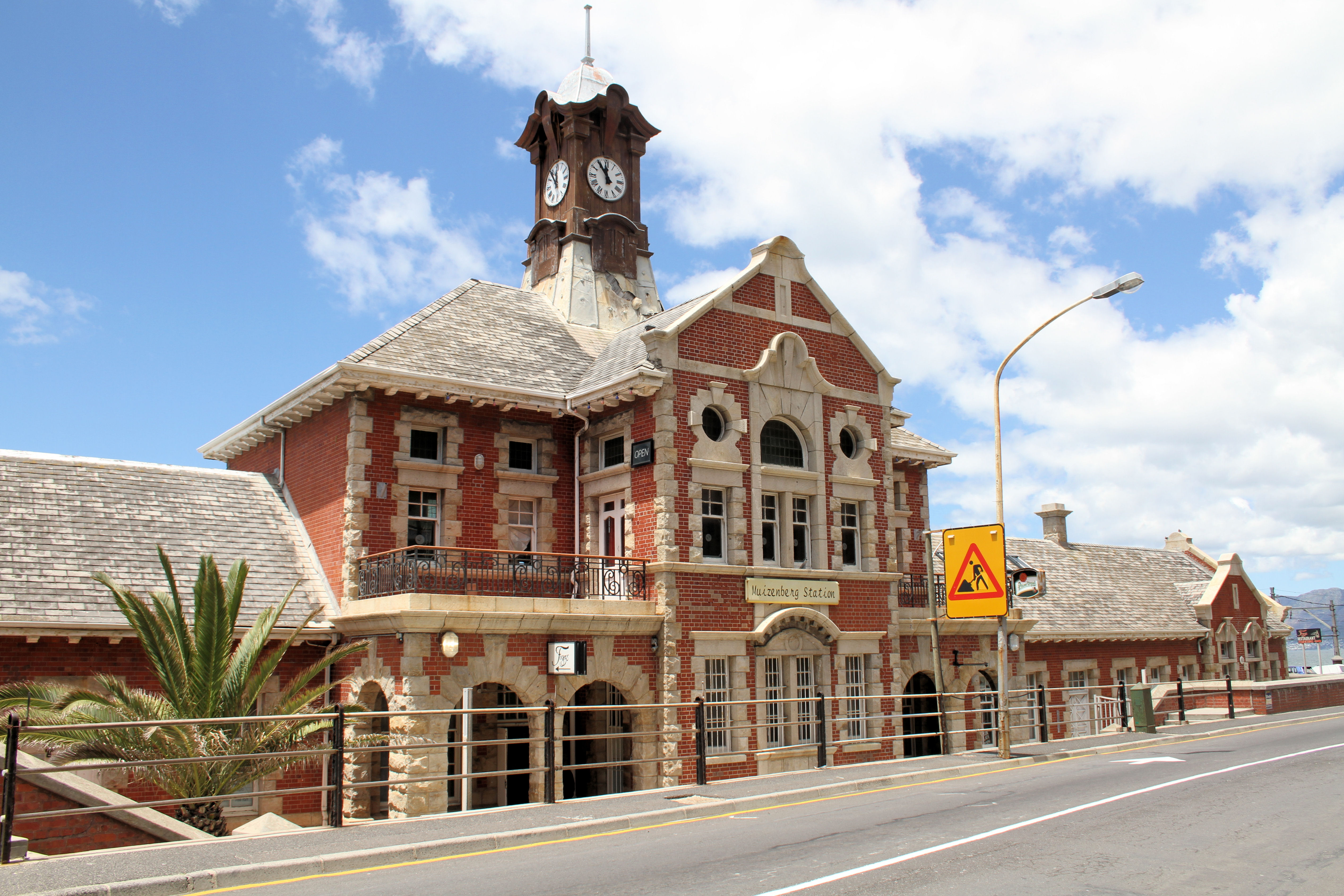
Station Muizenberg
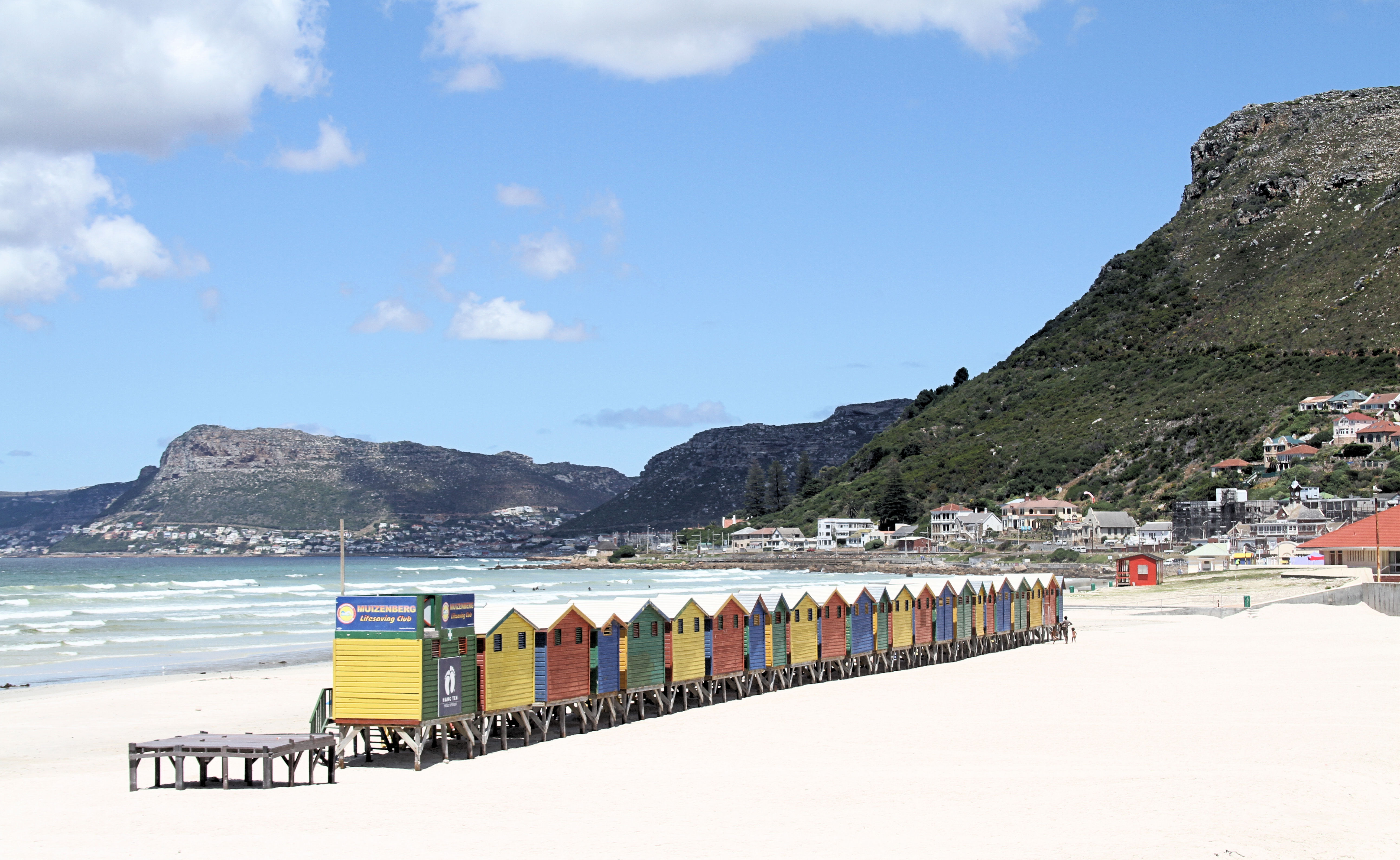
Het strand met badhokjes